# Cô nàng dại trai
Cô nàng dại trai (tựa gốc tiếng Anh: All About Steve) là một bộ phim hài do Hoa Kỳ sản xuất vào năm 2009. Bộ phim do Phil Traill tham gia đạo diễn và có sự góp mặt của Sandra Bullock, Thomas Haden Church, và Bradley Cooper.
Phim đạt thành công vừa phải về mặt thương mại với tổng doanh thu hơn 40 triệu đô-la Mỹ, so với mức kinh phí 15 triệu đô-la Mỹ. Tuy vậy, nó lại nhận được những chỉ trích nặng nề bởi các nhà phê bình điện ảnh, và đã thắng hai giải Mâm xôi vàng tại mùa giải lần thứ 30, trong đó có giải "Diễn viên nữ chính tồi nhất" cho Sandra Bullock, giúp cô trở thành nữ diễn viên đầu tiên trong lịch sử nhận được giải Mâm xôi vàng và giải Oscar trong cùng một năm.

## Nội dung phim
Mary Horowitz (Sandra Bullock), là một nữ phụ trách trò chơi đố ô chữ cho tờ báo Sacramento Herald. Cô tỏ ra vô cùng vụng về trong việc giao tiếp và xem chú chuột hamster mà cô nuôi là người bạn thân duy nhất của cô.
Bố mẹ cô quyết định dàn xếp một buổi xem mắt cho cô con gái của mình. Mary không trông đợi nhiều vào buổi xem mắt đó, dù vậy, cô lại cực kì bất ngờ khi bạn hẹn cùng cô là Steve Miller (Bradley Cooper), một anh chàng chuyên viên thu hình cho bản tin truyền hình của kênh CCN có ngoại hình hết sức hấp dẫn và quyến rũ. Thế nhưng, tình cảm của cô dành cho Steve lại không được đáp lại. Sau khi phá hỏng một loạt những khoảnh khắc thân mật của cả hai, cùng với sự lúng túng và việc nói không ngừng về các từ vựng mà cô biết, Steve giả vờ nhận được một cuộc gọi về việc lấy tin ở nơi khác để hòng thoát khỏi cô. Trong khi đang cố gắng đuổi Mary ra khỏi xe của mình, anh có lỡ miệng nói rằng anh mong muốn cô có thể ở đó cùng anh.
Mary tin vào điều đó và quyết định theo đuổi anh. Mary ám ảnh về Steve nhiều đến mức, cô tạo một loạt các ô chữ với tên gọi "All About Steve" (tạm dịch: Tất cả về Steve) trên mục ô chữ của mình và ngay lập tức bị tòa soạn đuổi việc. Sau đó, Mary quyết định theo chân Steve khắp đất nước chỉ để hi vọng có thể nhận được tình cảm của anh. Cô được một phóng viên tin tức của đài CCN, Hartman Hughes (Thomas Haden Church), động viên và mong rằng có thể sử dụng sự hiểu biết rộng rãi của cô trong các báo cáo của anh nhằm giúp anh thăng chức. Trên đường đi, Mary làm phiền nhiều hành khách trên xe buýt đến mức tài xế phải đuổi cô xuống. Cô phải xin đi nhờ một chiếc xe tải với một người lái xe tên là Norm, và gặp một cặp đôi kì lạ, gồm Elizabeth, một cô gái ngốc nghếch nhưng hết sức dịu dàng và dễ mến, và Howard, một anh chàng chuyên bán những trái táo mà anh chạm trổ thành hình của những người nổi tiếng. Cô dần trở nên thân thiết cùng họ.
Steve và cả đoàn tin tức đến lấy tin từ một mỏ than bị sập cùng với nhiều trẻ em khiếm thính bị mắc kẹt bên trong. Cuối cùng, bọn trẻ được cứu thoát. Mary cũng đến hiện trường mỏ than và đã vô tình trượt chân rơi xuống đó. Sau đó, cô tìm được một đứa bé vẫn còn bị kẹt trong hầm mỏ cùng cô. Steve từ đó đã bắt đầu nhận ra nét đẹp của Mary, theo một cách rất riêng biệt. Mary sau cùng cũng tìm được đường ra và giải thoát cho tất cả bọn họ. Cô cũng nhận ra rằng bản thân cô không cần có Steve để cảm thấy hạnh phúc nữa. Cô khẳng định, "Nếu bạn yêu ai đó, hãy để cho hắn ta tự do; nếu bạn đang phải theo dõi anh ta, thì chắc chắn ngay từ đầu hắn ta không phải thuộc về bạn."
Sau phần giới thiệu cuối phim, một nam phóng viên truyền hình cạnh tranh với Hartman bắt chước Hartman nhảy xuống hầm mỏ đó để nhận được sự chú ý.

## Dàn diễn viên

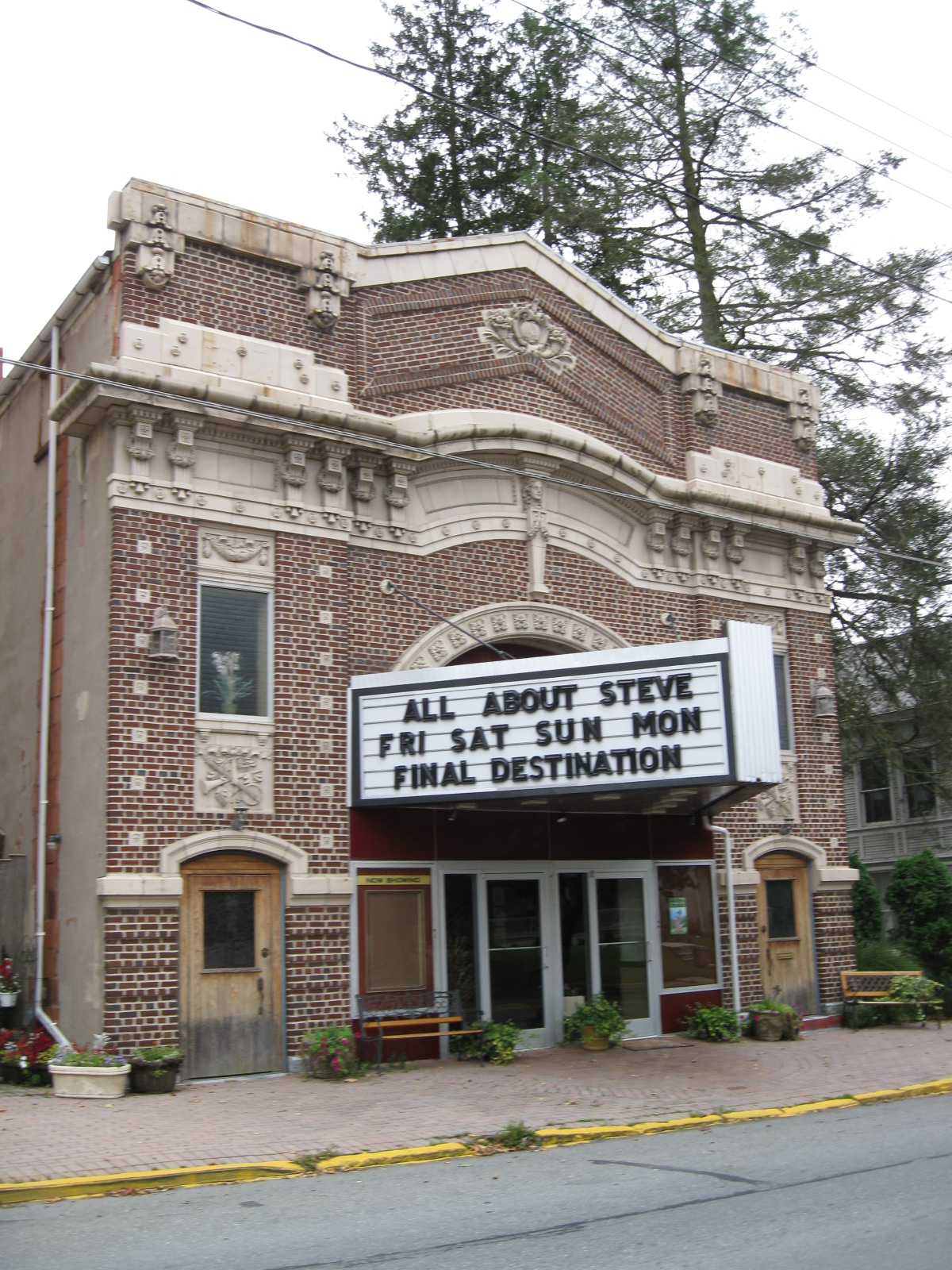
All About Steve đang được trình chiếu trong một rạp phim tại Pine Grove, Schuylkill County, Pennsylvania.

- Sandra Bullock trong vai Mary Magdalene Horowitz
- Bradley Cooper trong vai Steven "Steve" Miller
- Thomas Haden Church trong vai Hartman Hughes
- Ken Jeong trong vai Angus Tran
- DJ Qualls trong vai Howard
- Katy Mixon trong vai Elizabeth
- Beth Grant trong vai Mrs. Horowitz
- Howard Hesseman trong vai Mr. Horowitz
- M. C. Gainey trong vai Norman James "Norm" Durwood
- Luenell trong vai Vợ của Winston
- Jordan Morris trong vai Winston
- Keith David trong vai Danny[3]
- Holmes Osborne trong vai Soloman
- Jason Jones trong vai Vazquez
- Noah Munck trong vai Student

## Sản xuất
Phần sản xuất cho bộ phim này bắt đầu vào tháng 7 năm 2007. Nhiều phần của bộ phim được ghi hình tại trường Mayfield Senior tại Pasadena, California. Những cảnh liên quan đến hầm mỏ bị đổ sập được bấm máy tại Trang trại Golden Oak của The Walt Disney Company tại Canyon Country, California. Ban đầu, bộ phim được dự định phát hành vào ngày 6 tháng 3 năm 2009, nhưng lại bị trì hoãn cho đến ngày 4 tháng 9 năm 2009.

## Tiếp nhận

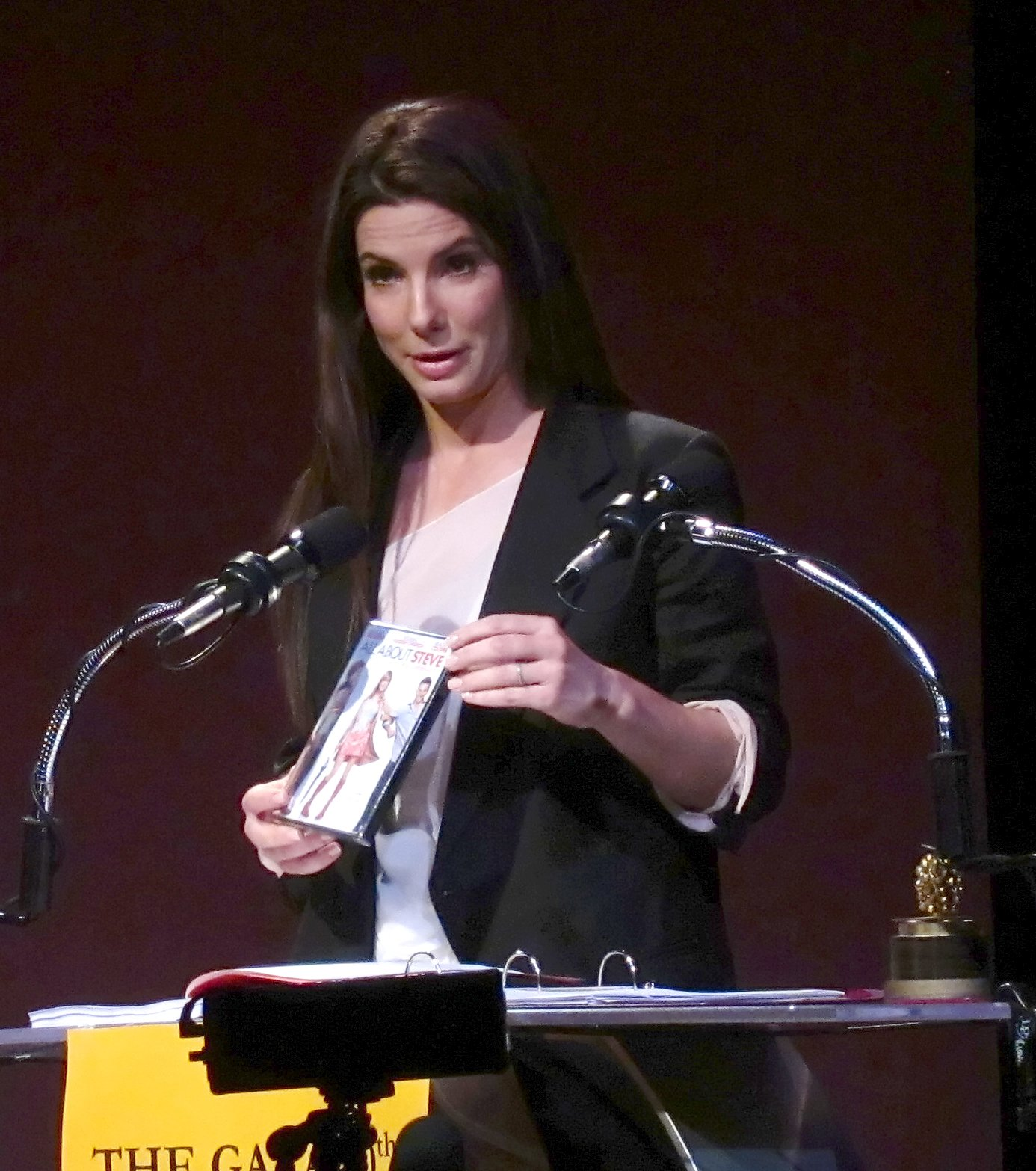
Bullock đang nhận giải Mâm xôi vàng tại buổi lễ trao giải lần thứ 30.

Bộ phim nhận được đánh giá tiêu cực từ phía các nhà chuyên môn. Trang Rotten Tomatoes xếp bộ phim này ở vị trí thứ 96 trong danh sách 100 phim bị đánh giá tệ nhất trong thập niên 2000, với chỉ 7% tích cực, dựa trên 135 bài đánh giá, cùng nhận xét "All About Steve là một bộ phim tồi một cách kì quặc và nổi gai ốc, với nhân vật nữ anh hùng quá đỗi tuyệt vọng và dị thường, khiến khán giả có lẽ sẽ chỉ tỏ ra thương hại thay vì thần tượng cô ta." Theo một trang mạng tập hợp các bài đánh giá khác mang tên Metacritic, bộ phim đạt số điểm trung bình là 17/100, dựa trên 27 bài đánh giá, đồng nghĩa với mức đánh giá tiêu cực. Tạp chí Time đã liệt nó vào danh sách 10 phim tình cảm dở nhất.

### Tại các phòng vé
All About Steve mở đầu tại vị trí thứ 3 tại các phòng vé Bắc Mỹ với 11.2 triệu đô-la Mỹ, đứng sau The Final Destination và Inglourious Basterds. Bộ phim sau cùng đã đạt doanh thu 40,105,542 triệu đô-la Mỹ.

### Các giải thưởng và đề cử
Bộ phim được đề cử cho 5 giải Mâm xôi vàng trong mùa giải thứ 30, có bao gồm "Phim dở nhất", "Đạo diễn tồi nhất" (Phil Traill), "Diễn viên nữ chính tồi nhất" (Sandra Bullock), "Kịch bản tồi nhất" (Kim Barker), và "Cặp vai diễn tồi nhất" (Sandra Bullock và Bradley Cooper).
All About Steve sau cùng đã thắng 2 giải cho "Nữ diễn viên chính tồi nhất" và "Cặp vai diễn tồi nhất". Sandra Bullock là một trong những người hiếm hoi đến lễ trao giải, nơi cô gửi tặng mỗi khán giả tại đó một bản sao của All About Steve và hứa sẽ đến dự vào năm kế tiếp nếu tất cả mọi người đều xem lại và vẫn cho rằng nó "thật sự là phần trình diễn tồi nhất."
Ngay ngày hôm sau, Bullock lần đầu bước lên nhận giải thưởng Oscar danh giá cho hạng mục "Nữ diễn viên chính xuất sắc nhất" cho bộ phim The Blind Side trong mùa giải lần thứ 82, khiến Bullock trở thành nữ diễn viên đầu tiên trong lịch sử nhận được giải Mâm xôi vàng và giải Oscar trong cùng một năm